# Betty Allen
Betty Allen (* 17. März 1927 in Campbell, Ohio, USA; † 22. Juni 2009 in Mount Pleasant, New York, USA) war eine US-amerikanische Opernsängerin (Mezzosopran) und Dozentin.

## Leben
Betty Allen besuchte von 1944 bis 1946 die Wilberforce University, danach von 1950 bis 1953 die Hartford School of Music und das Berkshire Music Center in Tanglewood. Ihre Mentoren während ihrer Ausbildung waren Sarah Peck More, Zinka Milanov und Paul Ulanowsky.
Ihre ersten großen Erfolge feierte sie bei ihrem Debüt 1954 als Queenie in Showboat an der New York City Opera und 1958 in der Town Hall New York. Danach folgten Engagements in London, Oslo, Montréal und Berlin. 1964 hatte sie ihr formales Opern-Debüt am Teatro Colón in Buenos Aires, Argentinien. Danach folgten Engagements in Kanada, Mexiko-Stadt (1971) und 1973 an der Metropolitan Opera.
Betty Allen sang mit mehreren Symphonie-Orchestern, dirigiert von Leonard Bernstein, Pablo Casals, Lorin Maazel, Charles Münch, Eugene Ormandy, Georg Solti und Leopold Stokowski. Bekannt für ihre große Rollen in Opern und Oratorien war sie seit 1969 Mitglied der Voice Faculty of Manhattan School of Music und der North Carolina School of Arts in Winston-Salem von 1978 bis 1987.
Ab 1979 bis 1992 war sie Direktorin der Harlem School of the Arts, deren Präsidentin sie anschließend wurde.
Betty Allen gewann den Martha Baird Rockefeller Music Fund Award, den John Hay Whitney and Ford Foundation Award und den Marian Anderson Award. 1971 wurde sie mit der Ehrendoktorwürde der Wittenberg University in Ohio ausgezeichnet und 1981 vom Union College in Schenectady, New York. 1989 war sie die erste US-amerikanische Dozentin einer Meister-Klasse für Gesangs-Studenten am Sankt Petersburger Konservatorium in Russland.